# Helmut Kuttelwascher
Helmut Kuttelwascher (18 de marzo de 1940) es un deportista austríaco que compitió en remo. Es hermano del también remero Horst Kuttelwascher.
Ganó una medalla de bronce en el Campeonato Mundial de Remo de 1962, en la prueba cuatro sin timonel.

## Palmarés internacional
| Campeonato Mundial | Campeonato Mundial | Campeonato Mundial | Campeonato Mundial |
| Año                | Lugar              | Medalla            | Prueba             |
| ------------------ | ------------------ | ------------------ | ------------------ |
| 1962               | Lucerna (Suiza)    | Medalla de bronce  | Cuatro sin timonel |